# 普卡斯克瓦国家公园
普卡斯克瓦国家公园是加拿大安大略北部的一座国家公园，位于雷湾南部。公园建于1978年，面积达1878平方公里。普卡斯克瓦国家公园以其苏必利尔湖景观和北方针叶林著名。